# 機動戰士GUNDAM AGE
《機動戰士GUNDAM AGE》為2011年10月9日起於MBS、TBS系播放的日本電視動畫，以及以其為原作的跨媒體製作作品群。香港無綫電視翡翠台定名“機動戰士AGE”於2011年10月29日起逢星期六早上10點15分播放，備有粵語及日語兩種配音，供觀眾選擇，並於官方網站myTV提供粵語配音版本讓香港網民重溫；2011年10月30日起SUNRISE每逢週日於gundam.info提供觀賞時期限定的香港中文字幕版重播，集數為前一天（週六）於翡翠台播放的同一集。中国大陆由SUNRISE运营的敢达官方信息门户网站，每週日在日本播出后同日更新简体中文字幕版。本作命名为“机动战士高达AGE”于2011年10月9日与日本同步播出。

## 概要
本作品為包含《SDGUNDAMFORCE》與《SD GUNDAM三國傳 Brave Battle Warriors》在內的「GUNDAM系列電視動畫」第14部作品、同時也是系列首次以電玩遊戲化為前提的跨媒體製作企劃。除了由LEVEL-5開發的RPG遊戲《機動戰士GUNDAM AGE RPG（暫名）》外，尚預定有使用GUNDAM模型或已上色組裝完成的玩偶來游玩的大型電玩機台《GAGE-ING戰鬥基地》。
預想的視聽觀眾對象層，為不曾看過以往的GUNDAM作品的小孩子、以及不看近年的系列作品的父親。另外，人物的畫風雖然像是兒童向的動畫，但作品中仍導入了戰鬥著的少年的煩惱、痛苦等嚴肅的要素，並且以「不會讓以往的愛好者感到灰心」的方向來製作。GUNDAM在故事內容中會以父傳子、子傳孫的方式跨越三世代（100年），同時GUNDAM也會由AGE-1進化成AGE-2、AGE-3、AGE-FX。以此形式進行的世代交替，其舞台與人物的設定相當耗費勞力，為以往的電視動畫作品不常使用的展開。
近年的GUNDAM作品中，敵我方常於故事初期就登場了複數架的GUNDAM，但於本作品中於故事初期不會登場除了主角以外所操縱的GUNDAM。此一設定是為了要讓僅有1架的GUNDAM成為特別的存在，並藉由改良或零件的換裝來增加衍生機種，以及拓展GUNDAM模型商品的發展。
其最新話於日本播出後，在各語言版本gundam.info網上會以期間限定方式提供帶有中文（香港繁體、台灣正體、大陸簡體）、英文、韓文版字幕影片。
全話數播放結束後，官方宣布將製作OVA《機動戦士GUNDAM AGE MEMORY OF EDEN》，將以「阿瑟姆編」為基礎重新構成故事，並加插大量新內容，敘述劇中人物阿瑟姆·亞斯諾及謝哈特·加列圖之間的交情。製作人員方面亦有變動，綿田慎也和木村暢將分別代替山口晉和日野晃博擔任導演和系列構成。

### 播放前的評價
在GUNDAM系列作品的愛好者之間，有着從播放前所公開的人物設計等資訊所揣測的，本作品為低年齡層的兒童向作品等贊否兩論的意見出現。這是將本作品中的新方案理解成是拋棄了以往的愛好者的反應，但官方的發言對此則是否定的。另一方面，由於LEVEL-5著手進行的電玩遊戲與電視動畫作品《紙箱戰機》的模型玩具在商業上的發展成功的關係，模型業界對本作品則是抱持著高度的期待。

### 播放期間的評價
故事以太空殖民地「諾拉」的崩壞、居民在UE的攻擊下逃生為開始。由於本作的畫風、機體設定及人物設定與以往的高達系列有頗大分別，故開播前已受到激烈批評，及後正式播放時基於劇情出現不少的矛盾和不合理情節，令評價雪上加霜。在Amazon.com接受藍光光碟預售時，更有七成評論者刻意在五級評分中只給予一星。
官方以小孩子及不看近年的系列作品的父親為目標觀眾，但由於兩類觀眾喜歡的風格有太大差異，造成作品兩邊不討好的現象。及後官方為重新吸引青少年市場，把第二部主角阿瑟姆的年齡從十五歲提升至十七歲，同時在第二部加入校園生活及「兒子在父親壓力下成長」的主題，成功令作品在觀眾中的評價回升，「阿瑟姆編」亦成為本作品中評價相對高的章節，TV播放結束後更推出以「阿瑟姆編」為主線的OVA《MEMORY OF EDEN》。但由於「菲利特編」時期所造成的風波影響，令作品的收視未見起息。
負責腳本的日野曾經在自己的Twitter上發出感想卻被多數人留言劇情矛盾和不合理情節，在自己的Twitter上指責多數人不懂創作的價值。

### 播放後的評價
因為早期風波以及人物造型設計等因素連帶使得相關商品的銷售情況不如預期，各年齡層收視率顯示完全沒有抓到小孩子的市場，同時在因多平台同步放送的行為下收視率也受影響，其TV收視率當時也打破了GUNDAM系列作品平均最低收視率的紀錄。（平均收視率2.56%）

## 故事簡介
自人類移民至太空殖民地以來，經過了數百年的宇宙時代，圍繞地球圈霸權的爭奪戰爭結束，大家以為和平的時代終於到來。
A.G.101年，突然出現的未知敵人（Unknown Enemy。以下簡稱「UE」）前來襲擊，太空殖民地「天使」完全崩毀，死傷無數。這事件就是「天使之落日」，它讓居住於地球圈的人類，再度陷入漫長的苦痛之中，而此事亦為長達一百年的戰爭揭開序幕。

### 第一部・菲力特編（一至十五話）
A.G.108年，人類與UE之間的戰爭仍在持續。此時，和平的太空殖民衛星「歐華」也受到了UE的襲擊，居於其中的7歲少年菲力特·明日野的母親瑪莉娜亦在戰火中喪命。但瑪莉娜在垂死之際，把代代相傳的記憶組件「AGE裝置」託付給了菲力特。這個「AGE裝置」裏，保存了鋼彈的設計圖——鋼彈就是在過去，獲譽為救世主的機動戰士。自此，菲力特繼承了母親的遺志，決心製造出鋼彈。
A.G.115年，14歲的菲力特，居住於太空殖民地「諾拉」中的地球聯邦軍阿林斯頓基地中。他獲得了該基地的布魯撒司令收容。而過去7年以來，菲力特在基地裏，持續與一眾科學家研究，終於完成了鋼彈。但與此同時，UE的魔掌也伸向了「諾拉」……

### 第二部・阿瑟姆編（十六至二十八話）
A.G.140年，自蝙蝠擊退戰後經過了25年，地球聯邦軍與過去被稱為UE的域根之間的戰爭，至今仍在繼續。面對勢力範圍不斷擴大的域根，地球聯邦政府正密鑼緊鼓地準備大規模的反擊。成為了地球聯邦軍司令官的菲力特·明日野，在兒子阿瑟姆·明日野迎來17歲生日時，把家傳的AGE裝置交給他。及後，當阿瑟姆他們所居住的殖民衛星「圖迪亞」遭到域根襲擊，為了保護殖民衛星上的人們的阿西姆，啟動了被藏起來的鋼彈AGE-1。
A.G.141年，於學校畢業的阿西姆加入了地球聯邦軍，駕駛著新研製的鋼彈AGE-2趕赴戰場……

### 第三部・奇歐編（二十九至三十九話）
藉著成功阻止由域根的移動要塞「達尼斯」發起的「諾多拉姆」攻略作戰，地球得救了。但是在這之後於地球圈掀起的大動亂，迫使地球聯邦政府不行不步向變革。在這動盪的時代當中，阿西姆與羅瑪妮兩人決定了要一起繼續走下去。
如是者過了10年…
A.G.151年，兩人的結晶——奇歐·明日野誕生，但阿西姆卻在之後的調查漂流船事件的任務中失蹤了。
A.G.164年，奇奧·亞斯諾已成長為一個心地善良的13歲少年。然而，奇奧所居住的和平小鎮「奧利巴諾斯」突然遭到了域根的襲擊。地球聯邦軍司令部所在地「並連」也遭到敵軍的要塞毀滅。然後，域根的最高領導人「菲扎爾·伊謝魯根特」發表了域根要對地球展開全面侵略的宣言。在如此的危機當中，奇奥與菲力特啟動了被隱埋在小鎮裡的新的高達「高達AGE-3」……

### 第四部・三世代編（四十至四十九話）
A.G.164年，被帶到火星圈的奇奧，在化名「艾殊船長」的阿西姆拼上性命的救出作戰裡給救了出來。回到地球圈的奇奧因為暸解了在火星圈生活的人們的事情，開始對眼前的戰爭產生出與屹今為止截然不同的想法。一直堅信著「域根是邪惡的象徵」而戰的奇歐，現今將要正面面對真正的域根。
驅使著嶄新的高達「高達AGE-FX」，奇奥為了阻止戰爭而發揮出身為極能者的力量。阿西姆以宇宙海盗的身份週旋在兩個陣營之間保持著雙方的勢力平衡，為了維持不會有大戰的短暫和平而努力。然而，菲力特・亞斯諾內心對維根的憎恨日益膨脹，他一心只想把域根一舉殲滅。
聯邦軍對被域根奪去的月之總部展開進攻。同時，域根最大的宇宙要塞「拉·古拉美斯」也開始有所行動。地球圈與火星圈之間的長久戰爭，即將步入最終局面……

## 用語

### 世界觀・歷史
A.G.（Advanced Generation＝先進世代）
本作品中所使用的年號。
機動戰士（Mobile Suit）
本作品對於人型機械的總稱，分為作戰用和作業用，簡稱為「MS」。UE出現前，地球聯邦禁止生產作戰用MS，只容許生產和平用的機器人，如比賽用的競技機和學校用的小型MS。同時可以做治安用只配備有限武器和工作用無武裝與装甲的中大型MS。而機體的動力來源實際上採用的是電池——電漿流體系統，其燃料為電漿化的氫或氦。電池的性能極為強悍，能在不搭載發電機、無燃料補充的狀況下長期直接供給能量。地球方與火星方的動力來源都是電漿電池，所以不存在動力不如對方的問題；另外在機動性、運動能力方面，雙方也沒有懸殊的差距。然而在輸出方面，由於火星方相較地球方，擁有更多舊時代科技EXA-DB的技術，因此電漿壓縮率得以提高，進而獲得更高的破壞力；至於地球方，則是到德斯步槍的誕生，藉由將電漿旋轉提高壓縮率，使破壞力得以追上火星方。
救世主「高達」
傳說中白色的人型兵器，曾經結束過無數的戰爭並帶來和平，故被不少工程師家族形容為救世主，亞斯諾家保留了高達的資料和技術。
火星誕生日（Mars Birthday）
A.G.紀元前35年，人類數量激增，地球圈不堪重負，這時應運而生的就是被稱為火星誕生日的火星殖民計劃。地球聯邦軍在火星圈建立了16個殖民地作為實驗體進行移民。
舊國家戰爭（Colony Nations' War）
舊世紀（A.G.世代以前）的戰爭，當時分別有「查拉姆聯合」及「歐巴同盟」兩股主要勢力，為爭奪地球圈主權而戰鬥。
銀之杯條約（Treaty of Silver Chalice）
舊國家戰爭結束後各國簽署的條約，內容為廢棄各國原有的機動戰士和戰鬥兵器連同其情報及設計圖，並禁止再生產。
天使之落日（The Day of Angel Fell）
於A.G.101年UE破壞了太空殖民地「天使」，造成許多犧牲者的事件。
蝙蝠擊退戰（Operation Bat Hunt）
於A.G.115年地球聯邦軍中校古路迪克·艾諾亞率領查拉姆及歐巴聯合艦隊擊沉UE巨型宇宙母艦梵保哲並一舉攻陷UE宇宙要塞「安霸特」，史稱蝙蝠擊退戰。
地球聯邦軍卻對外宣稱此次作戰是聯邦軍總司令部的決定，事實被深深的埋藏下來。
勇氣之日
為了紀念「諾多拉姆」攻防戰的悼念日，用以向歷來戰死的軍人表達敬意。

### 國家・組織・企業
未知敵人（UE＝Unknown Enemy）
於A.G.101年突然出現於地球圈並展開攻擊的不明敵人，經常在人口密集率高的地域有規律地出沒。
由於目的、正體不明，故被稱為Unknown Enemy，被視為外星人。其真正身份一直被地球聯邦隱瞞。
域根（Vagan）
UE的真正身份，首領名叫菲扎爾·伊謝魯根特。
在蝙蝠擊退戰中，UE宇宙要塞「安霸特」司令基拿·佐伊透露UE其實就是由於火星移民計劃的失敗而被遺留在火星圈的人類，他們成立了一個名叫域根（Vagan）的獨立國家。
由於被拋棄，故域根人極為痛恨地球人，稱他們為「地球種族」。他們的夢想是重回地球，創立「伊甸」，故對地球圈展開作戰，直到拉·格拉米斯战役之后，地球和维甘才达成和平，终结了战争。维甘在保有自治权的前提下重新加入地球联邦，火星電磁風暴帶來的絕症也在维甘和联邦的共同努力下，利用EXA-DB中的技术治愈了。
地球聯邦政府（Earth Federation Government）
A.G.115年的150年前已存在，是舊國家戰爭結束後各國共同建立的統一政府，掌握地球聯邦軍。
內部腐敗，亦容許不正當行為。
聯邦政府高層早已知道UE的真正身份，但為了掩飾失誤而欺騙民眾。
在第二部時聯邦政府多次向域根要求和議但遭拒絕，雙方陷入全面戰爭狀態，但奧菲諾亞家族為了政治利益而出賣情報給域根，甚至為防止事實被公諸於世而殺死古路迪克·艾諾亞。
在故事的第28集中，菲力特發動政變，推翻首相佛羅·奧菲諾亞，並且向全世界表示地球聯邦政府會與域根戰鬥至其中一方完全消滅為止，亦都意味地球聯邦政府的政策會以強硬手段對付域根。
直到A.G.164年，地球联邦军与维甘经过了数十年的战争后，重新迎来了和平，维甘在保持高度自治的情况下，加入了地球联邦。
地球聯邦軍（Earth Federation Force）
屬於地球聯邦政府的軍隊，本篇的150年前已有相同的組織存在，現時的聯邦軍是在UE出現後重新組織。
由於有銀之杯條約，聯邦軍的機動戰士是在UE來襲後才重新研發，故技術遠遠比不上UE。
初時由於政府方向消極，聯邦軍對UE的危機意識薄弱，對於殖民衛星的安全防衛工作亦沒有危機意識，直至菲力特·亞斯諾上位，才對域根有積極對抗態度，並研發了大量對抗域根的新科技。
宇宙海盜比西迪安（Bisidian）
最初在外傳「追憶的希德」登場，亦在第三季出現，首領名叫艾殊船長（阿西姆·亞斯諾），專門襲擊和域根有勾結的地球聯邦艦隊。在戰爭結束後艾殊船長（阿瑟姆•明日野）他在戰爭期間就想到未來戰後重建將需大量資源，便將原本反對聯邦的比西迪安海盜轉變成探索資源的組織。
亞斯諾家（Asuno Family）
為從事「機動戰士鍛造」的機動戰士工程師家族，可從回憶畫面看出其家族相當富有。
馬多拿工廠（Madorna Workshop）
非從屬地球聯邦軍，由自由工程師馬多拿夫婦經營的私營機動戰士製作工場，承接民用及軍用機動戰士的研製、大規模改造及維修工程。
擁有厲害的裝備，無論什麼類型的機動戰士都能保證質量的訂造完成。
由於梅古利度·馬多拿的技術一流，所以雖然軍用機動戰士在獲得聯邦軍許可的設施以外的地方改造是屬於違法，仍然有大量軍方顧客光顧。
史萊斯林捷軍校（Slice Lens）
地球聯邦軍的精英士官學校。

### 地名

#### 地球
布魯斯亞（Brucia）
地球聯邦政府首都。
羅斯特羅蘭（Rostroulan）
位於南美洲，是並連被擊毀後地球聯邦軍的新司令部。
羅斯特羅蘭的位置的影射對象是初代機動戰士GUNDAM之中的地球聯邦軍總部賈布羅。
奧利巴諾斯（Olivernotes）
地球都市之一。
第三部的故事由這裡展開。
A.G.164年被域根所襲擊，全城被毀於一旦。

#### 宇宙
巨輪基地（Big Ring）
地球聯邦軍總軍司令部的暱稱。 是一個圍繞地球運行的太空站，由於外型酷似一個飄浮於半空的圓圈，所以被稱為Big Ring。
A.G.164年時被維根宇宙要塞「拉.格拉米斯」發射的迪格瑪澤隆砲擊毀。
月面基地（Luna Base）
地球聯邦軍位於月球的基地。
第二月球（Second Moon）
維根的根據地，在火星衛星軌道上飄浮，擁有自主移動能力。
薩爾加索（Sargasso）
地球和月球之間航道的暗礁區域，有大量遇難船隻的殘骸，對於此地有大量不詳的傳言。
安巴特（Ambat）
因老朽化而被廢棄的前地球聯邦軍宇宙要塞，其後成為了UE的根據地。 於驅蝠戰役之中被地球聯邦軍中校庫爾迪克·艾諾亞率領的聯合艦隊攻陷，維根要塞司令基拉·佐伊遂啟動自我毀滅程式將要塞炸毀。
殖民地
太空城市在故事的稱呼，鋼彈系列中均會出現，是在宇宙中的巨大人工土地。
天使（Angel）
中立殖民地。A.G.101年被突然出現的UE所襲擊而崩壞，庫爾迪克的家鄉，其家人在事件中遇害，此事被稱為天使的落日。
歐華（Orvan）
菲利特的家鄉，A.G.108年被UE襲擊而崩壞。
諾拉（Nora）
還沒有被捲入UE頻發的戰爭之中的地球聯邦殖民地，人民過著嚮往的和平生活。 有著地球聯邦軍名為阿靈斯頓的基地，基地裡有著最低限度的武裝防禦設備，還建有基地工作人員的公用起居設施。 菲利特在母親死後移居這裡，被基地司令亨德里克·布魯薩撫養成人。 第一部的故事將由這裡展開。 A.G.115年被UE所破壞，殖民地居民進入殖民地核心避難，核心再由歌姬號拉出，其後「諾拉」居民已被遷往「特魯迪亞」，目前可能在原址沿用原名建造新殖民地。
法丹（Fardain）
歷史悠久、表面和平、稱得上是地球圈規模最大的殖民地，商業農業樣樣繁榮，實際上貧富懸殊極嚴重，富裕階層居住於內壁（地上）；貧困階層只能住在內壁和外壁之間的空隙（地下），他們被稱為「法丹」的陰影。殖民地內有「薩拉姆」及「艾華」兩股舊國家勢力，經常在市內戰鬥。
特魯迪亞（Tordia）
「諾拉」被毀滅後居民均被遷往的殖民地。 第二部的故事由這裡展開。
明斯理（Minsry）
拒絕加入地球聯邦的中立殖民地。內部重現了地球過往的自然景色，有廣大河川及森林，被稱為最美麗的殖民地。
諾多拉姆（Nortrum）
位於地球附近的殖民地，擁有大量聯邦軍生產設施，為聯邦軍最重要的據點之一。一旦奪得諾多拉姆，維根將可對地球直接發動攻勢。

### 技術・兵器
AGE裝置（AGE Device）
明日野家代代相傳的記憶組件，保存有被稱為救世主的機動戰士「鋼彈」的設計圖。該資料為明日野家獨自反覆進行的研究與長久以來蓄積的技術融合的成果，是堪稱為「代代單傳的秘笈」的優秀裝置。
AGE系統（AGE System）
鋼彈、AGE裝置、AGE建造機3位一體的總稱，菲利特·明日野研發類似生物的進化系統。通過收集戰鬥時所得的數據，令AGE系統可以研究和發展出更適用於戰場的兵器，即是說通過戰鬥機體會不斷強化。 其中樞系統位於鋼彈胸前，透過機體後的天線把數據傳送至AGE建造機，後來將其內部的數據資料和EXA-DB內部的資料統合，開發出抵銷火星磁力風暴的「伊華士系統」。
AGE建造機（AGE Builder）
通過收集AGE系統的數據和提案，可以利用鑄塊高速削出武器的形狀並加以組裝，為全自動的生產系統。 原本只適用於鋼彈，經改良後可製造歌姬號的新裝備。 於第48話被維根以拉.古拉美斯與第二月球連結後發射的迪古瑪哲隆砲擊毀。
EXA-DB
一個保存了舊國家戰爭時期技術的巨大兵器數據庫，最初由地球聯邦政府創造，秘密保存了理應被廢棄的戰鬥兵器數據、戰術及設計圖，被稱為「詛咒的秘寶」，後來下落不明，如果此數據庫的資料完全落入任何一方手上，足可以影響戰局。而正因為伊傑康特曾得到EXA-DB的一部份，通過分析當中的技術而改良出新科技，域根的軍事科技因而遠遠超越失去這些科技的地球聯邦軍，後來將其內部的數據資料和AGE系統內部的資料統合，開發出抵銷火星磁力風暴的「伊華士系統」。
德斯步槍（Dods Rifle）
AGE系統最初研發的射擊武器，可發射旋轉性的光束，足以貫穿UE機動戰士的裝甲。 其後驅蝠戰役中，馬度納工房曾研製過量產型的「德斯槍」。
在第二季後，此項技術已被不斷改良，並成為機動戰士的主力武器。
根據小說設定，Dods為「Drill-Orbital Discharge System」的略稱。
隱形傘（Invisible Umbrella）
原本是一種來自EXA-DB的電磁干擾的技術，原本用於減少到火星的太陽風，但後來應用在軍事上。
光子爆裂加農砲（Photon Blaster Cannon）
AGE系統為歌姬號增設的武器，其威力數值比地球聯邦軍的主力武器超級米加粒子砲還要高，足以一擊破壞法伯斯，但充電時間頗長，而且射程有限。
第三季中，鋼彈AGE-3 的薛瑪西斯步槍是以光子爆裂加農砲的技術製成。
特裝頭盔（Psycomet Mu-szell）
由維根開發的頭盔，可刺激人類發揮極能領域的能力，但由於是強行逼使極能領域運作，容易破壞使用者的腦細胞。
等離子潛航導彈（Plasma Diver Missile）
等離子潛航導彈是聯邦軍開發的極具殺傷力的武裝，該武裝的造型與維根過去使用的殖民地破壞者相似，然而破壞力更為驚人。該武裝在第49話中被菲利特使用，原本做為擊潰維根的殖民衛星第二月球（Second Moon），但後來卻被用做號召地球方與火星方合作的信號彈。

### 其他用語
伊甸計劃（Project Eden）
由維根首領伊謝魯康特制定的龐大計劃，利用優生學的原理挑選出最優秀的人類作為地球的住民，以斬斷人類戰爭的枷鎖，創造永久和平的「伊甸」。
X-巡遊者（X-Rounder）
地球聯邦正在研究的超人類主義，相當於以往鋼彈所說的新人類如宇宙世紀或GUNDAM X的新類型人或GUNDAM 00變革者，可以感受到一般人無法感受到的事情。 人類的腦部擁有一個掌管特殊能力的領域，這個領域有人稱為X領域。普通人的一生正常來說也不會使用到這個領域，可以使用這個領域，感受超感官的人，就稱為X-巡遊者(極能者)。 有別前作新人類被定位為人類革新或再生，而是罕見的返祖現象式進化，所以不會是人類主流進化方向，并未出現人工極能者。
八大法師（Magician 8）
隸屬維根壓制地球軍的精銳部隊，由八名優秀X Rounder組成，在巨輪攻防戰中首度出戰。
三幻影（Phantom 3）
隸屬維根的精銳部隊，不需裝備就能控制機動戰士。

## 製作人員
- 原作：矢立肇、富野由悠季
- 導演：山口晉
- 編劇系列構成：日野晃博
- 人物設定原案：長野拓造
- 人物設定：千葉道德
- 機械設定：海老川兼武、石垣純哉、寺岡賢司
- 企画協力：LEVEL-5
- 制作協力：創通、ADK
- 製作：日昇動畫、MBS

## 主題曲
片頭曲
1.「迎向明天」（第1話 - 第15話）
作詞：尾崎雄貴／作曲：尾崎雄貴、岩井郁人／編曲：Galileo Galilei／歌：Galileo Galilei （SME Records）
2.「sharp #」（第16話 - 第28話）
作詞：蒼山幸子／作曲：蒼山幸子、沙田瑞紀／編曲：ねごと／歌：ねごと（Ki/oon Music）
3.「REAL」（第29話 -第39話）
作詞：シン／作曲：イヴ／編曲：ViViD・宅見將典／歌：ViViD（Epic Records Japan Inc.）
4.「AURORA」（第40話 - 第49話）
作詞：Eir、重永亮介／作曲：重永亮介／編曲：下川佳代、重永亮介／歌：藍井艾露（SME Records）
片尾曲
1.「你內心的英雄」（第1話 - 第15話）
作詞：栗林美奈實／作曲：栗林美奈實／編曲：飯塚昌明／歌：栗林美奈實（Lantis）
2.「My World」（第16話 - 第28話）
作詞：MOMIKEN／作曲：UZ／編曲：SPYAIR／歌：SPYAIR（Sony Music Associated Records）
3.「WHITE justice」（第29話 - 第39話）
作詞：飛蘭／作曲：上松範康（Elements Garden）／編曲：藤田淳平（Elements Garden）／歌：飛蘭（Lantis）
4.「forget-me-not 〜ワスレナグサ〜」（第40話 - 第49話）
作詞：川村結花／作曲：三橋隆幸／編曲：Jin Nakamura／歌：Flower (組合)（Sony Music Associated Records）
插入曲
1. 「Memorial days」（第11話、第14話）
作詞：KOKIA／作曲：KOKIA／編曲 ：伊藤真澄／歌：KOKIA（Lantis）
2. 「君と僕はそこにいた」（第17話）
作詞：AiRI／作曲：宮崎京一／編曲：宮崎京一／歌：AiRI（Lantis）
3. 「君といた日々」（第38話）
作詞：飛蘭／作曲：rino／編曲：戸田章世／歌：飛蘭（Lantis）
OVA
片尾曲
「My World」（前編）
作詞：MOMIKEN／作曲：UZ／編曲：SPYAIR／歌：SPYAIR
「未来の模様」（後編）
作詞：松井洋平／作曲・編曲：石川智久／歌：結城愛良
挿入歌
「未来の模様」
作詞 - 松井洋平 / 作曲・編曲 - 石川智久
「ほしのひかり」
作詞 - 松井洋平 / 作曲・編曲 - 石川智久
「君と僕はそこにいた」
作詞：AiRI／作曲：宮崎京一／編曲：宮崎京一／歌：AiRI

## 各集標題
| 話數   | 放送日         | 香港放送日      | 日文標題 | 中文標題                | 劇本              | 分鏡              | 演出              | 角色作畫導演      | 機械作畫導演          | GUNDAM小百科             | 收視率 |
| ------ | -------------- | --------------- | -------- | ----------------------- | ----------------- | ----------------- | ----------------- | ----------------- | --------------------- | ------------------------ | ------ |
| 第1話  | 2011年10月9日  | 2011年 10月29日 |          | 救世主高達              | 日野晃博          | 山口晉            | 山口晉            | 千葉道德          | 大塚健                | 高達                     | 3.6%   |
| 第2話  | 2011年10月16日 | 11月5日         |          | AGE的力量               | 日野晃博          | 山口晉            | 古田丈司          | 松川哲也          | 金世俊                | 未知敵人（UE）           | 4.4%   |
| 第3話  | 2011年10月23日 | 11月12日        |          | 扭曲的殖民衛星          | 兵頭一步          | 角田一樹          | 角田一樹          | 大貫健一          | 有澤寬                | AGE系統                  | 2.5%   |
| 第4話  | 2011年10月30日 | 11月19日        |          | 白狼                    | 木村暢            | 酒井和男          | 酒井和男          | 牧孝雄            | 進藤ケンイチ          | 格夫蘭                   | 4.2%   |
| 第5話  | 2011年11月6日  | 11月26日        |          | 魔少年                  | 中瀨理香 日野晃博 | 寺岡巖            | 京極尚彥          | 新保卓郎          | 松田寬                | 榭魯艾斯                 | 4.8%   |
| 第6話  | 2011年11月13日 | 12月3日         |          | 法町的光明與黑暗        | 日野晃博          | 上田茂            | 上田茂            | 森下博光          | 阿部邦博              | 查拉姆、歐巴             | 2.7%   |
| 第7話  | 2011年11月20日 | 12月10日        |          | 進化的高達              | 兵頭一步          | 角田一樹          | 孫承希            | 池田佳代          | 大塚健                | 巴古托                   | 2.9%   |
| 第8話  | 2011年11月27日 | 12月17日        |          | 一決生死的統一戰線      | 兵頭一步          | 加瀨充子          | 鈴木健一          | 大貫健一          | 有澤寬                | 高達AGE-1 重擊型         | 2.8%   |
| 第9話  | 2011年12月4日  | 12月31日        |          | 秘密的機動戰士          | 中瀨理香 日野晃博 | 古田丈司          | 古田丈司          | 牧孝雄            | 進藤ケンイチ          | 馬多拿工廠               | 2.5%   |
| 第10話 | 2011年12月11日 | 2012年 1月7日   |          | 激戰之日                | 木村暢            | 寺岡巖            | 池野昭二          | 新保卓郎          | 松田寬 金世俊         | 高達AGE-1 速戰型         | 3.5%   |
| 第11話 | 2011年12月18日 | 1月14日         |          | 明斯里的再會            | 日野晃博          | 酒井和男          | 酒井和男          | 松川哲也          | 金世俊                | 哈囉                     | 2.7%   |
| 第12話 | 2012年1月1日   | 1月21日         |          | 往反擊起航              | 木村暢            | 上田茂            | 上田茂            | 森下博光          | 阿部邦博              | G-EXES                   | 2.0%   |
| 第13話 | 2012年1月8日   | 1月28日         |          | 宇宙要塞安霸特          | 兵頭一步          | 京極尚彥          | 孫承希            | 池田佳代          | 阿部宗孝 久壽米木信彌 | 戰達斯                   | 3.5%   |
| 第14話 | 2012年1月15日  | 2月4日          |          | 悲傷的閃光              | 兵頭一步          | 酒井和男          | 綿田慎也          | 大貫健一          | 大塚健                | 宇宙要塞「安霸特」       | 3.0%   |
| 第15話 | 2012年1月22日  | 2月11日         |          | 那眼淚，掉落宇宙中      | 日野晃博          | 古田丈司          | 古田丈司          | 石野聰            | 有澤寬                | 域根                     | 3.2%   |
| 第16話 | 2012年1月29日  | 2月18日         |          | 馬廄的高達              | 日野晃博          | 酒井和男          | 酒井和男          | 牧孝雄            | 進藤ケンイチ          | 冷凍睡眠                 | 2.6%   |
| 第17話 | 2012年2月5日   | 2月25日         |          | 友情、愛情與機動戰士    | 木村暢            | 龜井治            | 龜井治            | 新保卓郎          | 松田寬                | 戰達斯R                  | 2.5%   |
| 第18話 | 2012年2月12日  | 3月3日          |          | 畢業典禮的戰鬥          | 兵頭一步          | 上田茂            | 上田茂            | 松川哲也          | 金世俊                | G-BOUNCER                | 2.3%   |
| 第19話 | 2012年2月19日  | 3月10日         |          | 阿西姆的啟程            | 日野晃博          | 古田丈司          | 古田丈司          | 森下博光          | 阿部邦博              | 高達AGE-2                | 2.2%   |
| 第20話 | 2012年2月26日  | 3月17日         |          | 紅色的機動戰士          | 加藤陽一 日野晃博 | 綿田慎也          | 綿田慎也          | 石野聰            | 大塚健                | 傑德拿                   | 2.2%   |
| 第21話 | 2012年3月4日   | 3月24日         |          | 阻擋在面前的幻影        | 木村暢            | 鈴木健一          | 鈴木健一          | 大貫健一          | 有澤寬                | 並連                     | 3.0%   |
| 第22話 | 2012年3月11日  | 3月31日         |          | 並連絕對防衛線          | 日野晃博          | 寺岡巖            | 角田一樹          | 新保卓郎          | 松田寬 阿部宗孝       | 克羅諾斯                 | 2.0%   |
| 第23話 | 2012年3月18日  | 4月7日          |          | 疑惑的殖民衛星          | 兵頭一步          | 酒井和男          | 孫承希            | 池田佳代          | 進藤ケンイチ          | 亞黛爾                   | 2.5%   |
| 第24話 | 2012年3月25日  | 4月14日         |          | X Rounder               | 加藤陽一 日野晃博 | 京極尚彥          | 京極尚彥          | 牧孝雄            | 金世俊                | AGE-2 雙砲型             | 1.5%   |
| 第25話 | 2012年4月1日   | 4月21日         |          | 恐怖的特裝頭盔          | 木村暢            | 古田丈司          | 古田丈司          | 松川哲也          | 阿部邦博              | 特裝頭盔                 | 2.5%   |
| 第26話 | 2012年4月8日   | 5月5日          |          | 地球，那就是伊甸        | 日野晃博          | 長崎健司          | 長崎健司          | 大貫健一          | 有澤寬                | 司令官與參謀             | 2.6%   |
| 第27話 | 2012年4月15日  | 5月12日         |          | 見到紅色的夕陽          | 日野晃博          | 酒井和男          | 酒井和男          | 森下博光          | 阿部宗孝              | 大氣圈                   | 2.5%   |
| 第28話 | 2012年4月22日  | 5月19日         |          | 地球圈的動亂            | 兵頭一步          | 上田茂            | 上田茂            | 新保卓郎          | 松田寬                | 地球連邦軍與地球連邦政府 | 2.0%   |
| 第29話 | 2012年4月29日  | 5月26日         |          | 爺爺的GUNDAM            | 日野晃博          | 大塚健 古田丈司   | 綿田慎也          | 池田佳代          | 大塚健                | 域根的刺客               | 1.8%   |
| 第30話 | 2012年5月6日   | 6月2日          |          | 成為戰場的街道          | 加藤陽一 日野晃博 | 京極尚彥          | 孫承希            | 牧孝雄            | 進藤ケンイチ          | 迪娃女神號               | 2.6%   |
| 第31話 | 2012年5月13日  | 6月9日          |          | 戰慄 沙漠的亡靈         | 木村暢            | 酒井和男          | 酒井和男          | 松川哲也          | 金世俊                | 迪娃女神號的進路         | 1.7%   |
| 第32話 | 2012年5月20日  | 6月16日         |          | 背叛者                  | 兵頭一步          | 古田丈司          | 古田丈司          | 大貫健一          | 阿部邦博              | 羅斯特羅蘭               | 1.7%   |
| 第33話 | 2012年5月27日  | 6月30日         |          | 向大地怒吼              | 日野晃博          | 寺岡巖            | 角田一樹          | 森下博光          | 有澤寬                | AGE-3 堡壘型             | 2.6%   |
| 第34話 | 2012年6月3日   | 7月7日          |          | 宇宙海賊比西迪安        | 加藤陽一 日野晃博 | 上田茂            | 上田茂            | 新保卓郎          | 久壽米木信彌          | AGE-2 黑獵犬型           | 1.8%   |
| 第35話 | 2012年6月10日  | 7月14日         |          | 詛咒的祕寶              | 木村暢            | 池野昭二          | 池野昭二          | 池田佳代          | 松田寬                | EXA-DB                   | 3.0%   |
| 第36話 | 2012年6月17日  | 7月21日         |          | 被奪走的GUNDAM          | 兵頭一步          | 加瀨充子          | 南康宏            | 牧孝雄            | 進藤ケンイチ          | 司令官專用機             | 2.1%   |
| 第37話 | 2012年6月24日  | 7月28日         |          | 域根的世界              | 日野晃博          | 酒井和男          | 酒井和男          | 松川哲也          | 有澤寬                | 火星圈                   | 2.9%   |
| 第38話 | 2012年7月1日   | 8月4日          |          | 逃亡者奇歐              | 加藤陽一 日野晃博 | 孫承希            | 孫承希            | 森下博光 大貫健一 | 阿部邦博              | 第二月球                 | 1.9%   |
| 第39話 | 2012年7月8日   | 8月11日         |          | 新世界之門              | 木村暢            | 古田丈司 上田茂   | 上田茂            | 新保卓郎          | 阿部宗孝 金世俊       | GUNDAM列基路斯           | 2.7%   |
| 第40話 | 2012年7月15日  | 8月18日         |          | 奇歐的決心 與GUNDAM一起 | 日野晃博          | 古田丈司 酒井和男 | 三好正人          | 池田佳代 牧孝雄   | 大塚健                | GUNDAM AGE-FX            | 2.9%   |
| 第41話 | 2012年7月22日  | 9月1日          |          | 華麗的芙拉姆            | 兵頭一步          | 西澤晋            | 角田一樹          | 牧孝雄            | 進藤ケンイチ          | 月之基地                 | 1.7%   |
| 第42話 | 2012年7月29日  | 9月8日          |          | 潔拉多·斯布列根         | 加藤陽一          | 池野昭二          | 加瀨充子          | 松川哲也          | 松田寬 久壽米木信彌   | 提亞路華                 | 2.0%   |
| 第43話 | 2012年8月5日   | 9月15日         |          | 壯絕 三重GUNDAM         | 木村暢            | 酒井和男 上田茂   | 酒井和男          | 大貫健一          | 有澤寬                | 等離子潛航導彈           | 1.6%   |
| 第44話 | 2012年8月19日  | 9月22日         |          | 離別之路                | 日野晃博          | 古田丈司          | 名取孝浩          | 新保卓郎          | 阿部宗孝              | 伊泽尔刚特的计划         | 2.5%   |
| 第45話 | 2012年8月26日  | 9月29日         |          | 破壞者薜德              | 兵頭一步          | 西澤晋 加瀬充子   | 孫承希            | 池田佳代          | 金世俊 阿部邦博       | 薜德                     | 1.5%   |
| 第46話 | 2012年9月2日   | 10月6日         |          | 宇宙要塞拉.古拉美斯     | 加藤陽一 日野晃博 | 上田茂 古田丈司   | 上田茂            | 牧孝雄            | 森下博光 進藤ケンイチ | 拉.古拉美斯              | 3.5%   |
| 第47話 | 2012年9月9日   | 10月13日        |          | 藍色行星 消散的生命     | 木村暢            | 酒井和男 西澤晉   | 綿田慎也          | 松川哲也          | 松田寬 久壽米木信彌   | 祖爾斯班                 | 2.3%   |
| 第48話 | 2012年9月16日  | 10月20日        |          | 絕望之光                | 日野晃博          | 古田丈司 寺岡巖   | 古田丈司          | 大貫健一 新保卓郎 | 阿部宗孝 有澤寬       | 迪古瑪哲隆炮             | 2.9%   |
| 第49話 | 2012年9月23日  | 10月27日        |          | 漫長之旅的終結          | 日野晃博          | 長崎健司 酒井和男 | 角田一樹 酒井和男 | 千葉道德          | 大塚健 阿部邦博       | 兩星條約                 | 1.4%   |

## 小説
小說版為電視動畫版的改編，作者為小太刀右京，由角川Sneaker文庫出版，於2012年2月開始發行，全5卷，目前尚未有官方中文版本。
- 「機動戰士GUNDAM AGE(1) スタンド・アップ」 2012年2月1日發售、ISBN 978-4-04-100147-9
- 「機動戰士GUNDAM AGE(2) アウェイクン」 2012年4月1日發售、ISBN 978-4-04-100180-6
- 「機動戰士GUNDAM AGE(3) セカンド・エイジ」2012年6月1日發售、ISBN 978-4-04-100354-1
- 「機動戰士GUNDAM AGE(4) マーズ・コンタクト」2012年9月1日發售、ISBN 978-4-04-100397-8
- 「機動戰士GUNDAM AGE(5) ホーム・スイート・ホーム」2012年10月31日發售、ISBN 978-4-04-100542-2

## 漫畫版
機動戰士GUNDAM AGE ～起始的物語～
《機動戰士GUNDAM AGE ～起始的物語～》為《週刊少年Sunday》2011年10月5日的45號與同月12日的46號刊載的讀切版漫畫。作者為中西寬。
機動戰士GUNDAM AGE -First Evolution-
《機動戰士GUNDAM AGE -First Evolution-》為於《GUNDAM ACE》2011年12月號開始連載的電視動畫版漫畫化作品，記載菲力特編。作者為葛木ヒヨシ。
機動戰士GUNDAM AGE -Second Evolution-
《機動戰士GUNDAM AGE -Second Evolution-》為於《Newtype Ace》2011年第4期開始連載的電視動畫版漫畫化作品，記載阿西姆編。作者為はばう。
機動戰士GUNDAM AGE -Final Evolution-
《機動戰士GUNDAM AGE -Final Evolution-》為於《GUNDAM ACE》2012年11月號開始連載的電視動畫版漫畫化作品，記載奇歐編和三世代編。作者為はばう。

## 外傳作品
機動戰士GUNDAM AGE TREASURE STAR
《機動戰士GUNDAM AGE TREASURE STAR》為《快樂快樂月刊》自2011年10月號開始連載的原創劇情版漫畫。作者為吉田正紀。
其世界觀與電視動畫版共用，菲利特·明日野以客串演出的方式登場於其中。
機動戰士GUNDAM AGE 追憶的薜德
《機動戰士GUNDAM AGE 追憶的薜德》為《週刊少年Sunday》自2012年3月號開始連載的官方漫畫。作者為中西寬。
時間線在阿西姆編和奇奧編之間，以宇宙海盜比西迪安的成員為主角，補充了第二部和第三部之間的空白期，同時交代了阿西姆加入比西迪安的緣由及EXA-DB的詳情。
機動戰士GUNDAM AGE UNKNOWN SOLDIERS
《機動戰士GUNDAM AGE UNKNOWN SOLDIERS》為月刊《Hobby Japan》自2012年7月號開始連載的外傳作品，屬於MSV系列作品。
機動戰士GUNDAM AGE EXA-LOG
《機動戰士GUNDAM AGE EXA-LOG》 為《電撃HOBBY MAGAZINE》自2012年7月號開始連載的外傳作品，屬於MSV系列作品。

## 廣播劇CD
機動戰士GUNDAM AGE CD Drama: Wedding Eve
2012年6月6日發售，以第二部最後阿西姆及羅瑪妮的婚禮為主題。

## 遊戲
機動戰士GUNDAM AGE 宇宙加速/宇宙驅動
於2012年8月30日發售的PSP遊戲，屬於RPG形式。遊戲系統與同樣由LEVEL-5開發的紙箱戰機相似，可以自由組合零件，育成和改造出屬於自己的機動戰士。遊戲將收錄動畫版所有劇情，並補充了菲力特青年時期的故事，同時在原有的動畫版劇情中亦有一定的修改。
除了收錄本系列的機體，兩個版本將收錄其餘高達系列的機體，《宇宙加速》會收錄宇宙世紀的機體，《宇宙驅動》會收錄機動戰士GUNDAM SEED、機動戰士GUNDAM SEED DESTINY及機動戰士GUNDAM 00的機體。
超級機器人大戰BX
於2015年8月23日發售的3DS遊戲，屬於回合制战略角色扮演形式。本作主要以後期的「奇歐篇」和「三世代篇」為主，並與有相近題材的《機動戰艦撫子》共演。

## 播映時間變遷
| MBS・TBS系列 星期日 17:00－17:30 節目 | MBS・TBS系列 星期日 17:00－17:30 節目               | MBS・TBS系列 星期日 17:00－17:30 節目 |
| ------------------------------------- | --------------------------------------------------- | ------------------------------------- |
|                                       | 機動戰士GUNDAM AGE （2011年10月9日－2012年9月23日） |                                       |
| 青之驅魔師                            | 魔奇少年                                            |                                       |

| 翡翠台 星期六 10:00－10:30 節目 2011年12月24日 暫停播映 2012年2月18日起 10:10－10:40 2012年3月10日起 10:15－10:45 2012年4月28日、6月23日、8月25日 暫停播映 | 翡翠台 星期六 10:00－10:30 節目 2011年12月24日 暫停播映 2012年2月18日起 10:10－10:40 2012年3月10日起 10:15－10:45 2012年4月28日、6月23日、8月25日 暫停播映 | 翡翠台 星期六 10:00－10:30 節目 2011年12月24日 暫停播映 2012年2月18日起 10:10－10:40 2012年3月10日起 10:15－10:45 2012年4月28日、6月23日、8月25日 暫停播映 |
| --- | --- | --- |
| | 機動戰士AGE （2011年10月29日－2012年10月27日） | |
| 衝鋒21 重播，第53－100集 | 爆戰彈珠人 | |
| J2 星期一至五 18:25－19:00 節目 8月9日 暫停播映 | | |
| 宇宙兄弟 第1－50話 | 機動戰士AGE （2013年6月12日－8月20日） | 鐵甲夢工場 |

| 東森幼幼台 星期三 17:30－18:00 節目 （後移到星期五晚上11點） | 東森幼幼台 星期三 17:30－18:00 節目 （後移到星期五晚上11點） | 東森幼幼台 星期三 17:30－18:00 節目 （後移到星期五晚上11點） |
| ------------------------------------------------------------ | ------------------------------------------------------------ | ------------------------------------------------------------ |
|                                                              | 機動戰士鋼彈AGE （2012年1月18日－12月28日）                  |                                                              |
| 海綿寶寶 重播                                                | 海綿寶寶 重播                                                |                                                              |

| MY 101綜合台 星期一至五 19:00－19:30 節目 | MY 101綜合台 星期一至五 19:00－19:30 節目             | MY 101綜合台 星期一至五 19:00－19:30 節目 |
| ----------------------------------------- | ----------------------------------------------------- | ----------------------------------------- |
|                                           | 機動戰士鋼彈AGE 重播 （2014年10月29日－2015年1月5日） |                                           |
| 荒川爆笑團Ⅱ 重播                          | 鋼彈創鬥者                                            |                                           |

| MY KIDS TV 星期一至五 17:00－17:30 節目 | MY KIDS TV 星期一至五 17:00－17:30 節目         | MY KIDS TV 星期一至五 17:00－17:30 節目 |
| --------------------------------------- | ----------------------------------------------- | --------------------------------------- |
|                                         | 機動戰士鋼彈AGE 重播 （2015年2月16日－4月23日） |                                         |
| 西遊記 重播                             | —                                               |                                         |

## 外部連結
- （日語）官方網站 （页面存档备份，存于）
- （繁體中文）從閃電十一人、雷頓教授、鋼彈AGE認識後起新秀 LEVEL-5 （页面存档备份，存于）
- （日語）機動戰士GUNDAM AGE的X（前Twitter）
- （简体中文）「机动战士敢达AGE」官方网站
- （繁體中文）《機動戰士AGE》TVB官方網站 （页面存档备份，存于）
- （繁體中文）「機動戰士高達AGE」官方網站
- （繁體中文）「機動戰士鋼彈AGE」官方網站 （页面存档备份，存于）

### 播放链接
- （简体中文） 机动战士敢达AGE 优酷中文播放专区 （页面存档备份，存于）
- （简体中文） 机动战士敢达AGE 爱奇艺中文播放专区